# Pont-de-Vaux
Pont-de-Vaux je naselje in občina v jugovzhodnem francoskem departmaju Ain regije Rona-Alpe. Leta 1999 je naselje imelo 2.004 prebivalce.

## Geografija
Kraj se nahaja v pokrajini Bresse ob reki Reyssouze, 57 km južno od Bourga.

## Administracija
Pont-de-Vaux je sedež istoimenskega kantona, v katerega so poleg njegove vključene še občine Arbigny, Boissey, Boz, Chavannes-sur-Reyssouze, Chevroux, Gorrevod, Ozan, Reyssouze, Saint-Bénigne, Saint-Étienne-sur-Reyssouze in Sermoyer s 7.625 prebivalci.
Kanton je sestavni del okrožja Bourg-en-Bresse.

## Zanimivosti
- Muzej Antoine-Chintreuil, nekdanji dvorec iz poznega 17. stoletja; v njem se nahajajo dela impresionističnega slikarja Antoina Chintreuila, zbirka Joubert in Francoska revolucija.
- Festivrac, vsakoletni festival glasbe,
- 12 ur Pont-de-Vauxa, dirka štirikolesnikov.